# Iso-Kumpunen (ö i Södra Savolax)
Iso-Kumpunen är en ö i Finland. Den ligger i sjön Kermajärvi och i kommunen Heinävesi i den ekonomiska regionen  Nyslotts ekonomiska region  och landskapet Södra Savolax, i den sydöstra delen av landet, 300 km nordost om huvudstaden Helsingfors. Öns största längd är 0,7 kilometer i sydöst-nordvästlig riktning.